# Школа № 286 (Санкт-Петербург)
Государственное общеобразовательное учреждение средняя общеобразовательная школа № 286 Адмиралтейского района Санкт-Петербурга.

## История
Школа образована в 1935 году. Здание расположено в историческом центре города, построено по проекту архитектора Ф. П. Федосеева (первое здание, построенное по этому проекту).
Долгое время работала как школа-восьмилетка. Во время Великой Отечественной войны в здании школы располагался отряд ПВО. В 1984 году была преобразована в среднюю школу. В настоящее время — общеобразовательная школа.

## Реализуемые программы
В настоящее время школа прекратила свою работу.

## Отделение дополнительного образования детей
В настоящее время школа прекратила свою работу.

## Музей памяти «Мы помним»
В 2007 году при поддержке Совета ветеранов Военно-морского хозяйственного училища — Интендантского училища ВМФ, сотрудников и учеников школы состоялось торжественное открытие музея Боевой славы «Мы помним».
Сердцевиной замысла создания школьного музея Боевой славы стала история подвига бойцов морского курсантского батальона в районе Ораниенбаума.
В музее к памятным датам проводятся творческие выставки работ школьников, где воспоминания родных, знакомых, дополняются рисунками юных художников на военные темы. На заседаниях Круглого стола ребята выступают с докладами на историко-краеведческие темы, с сообщениями о поисковой работе, собирают и публикуют истории жизни и подвигов ветеранов.
Одна из главных задач музея — воспитание патриотов Отечества.

## Педагогический состав
Школа зарекомендовала себя как образовательное учреждение со стабильно работающим коллективом, периодически пополняющимся молодёжью. В школе практически отсутствует текучесть кадров. Большое внимание уделяется повышению профессионального мастерства педагогов, преемственности в обучении.
Среди педагогического состава:
- 1 Заслуженный учитель РФ;
- 6 почетных работников общего образования;
- 6 награждены грамотой МО РФ;
- 2 награждены знаком «За гуманизацию школы Санкт-Петербурга»;
- 19 учителей высшей квалификационной категории;
- 1 — первой квалификационной категории.

В школе работает районный методист по музыке и городской методист по ИЗО.

## Достижения
В школе уделяется большое внимание патриотическому воспитанию учащихся. Школа поддерживает связи ветеранской организации Военно-морского хозяйственного-интендантского училища (ВМФ ВМХУ - ИнтУ ВМФ) в деле героико-патриотического воспитания подрастающего поколения. Команда школы неоднократный победитель районной, городской, региональной детско-юношеской оборонно-спортивной игры «Зарница», победитель городских соревнований «Стрелковое многоборье», «Школа безопасности».
Среди учащихся школы победители и призёры олимпиад по литературе, математике, биологии, технологиям, музыке, ИЗО, черчению.

## Адрес
10-я Красноармейская ул., д. 5, лит. А, Санкт-Петербург, м. «Балтийская», м. «Технологический институт»